# Karl Zerbe
Karl Zerbe (Berlino, 16 settembre 1903 – Tallahassee, 24 novembre 1972) è stato un pittore tedesco naturalizzato statunitense.
Le sue opere assumono un significato particolare nel testimoniare "la risposta di un artista di sensibilità europea alla scena culturale del Nuovo Mondo".

## Biografia
Nel 1904 la famiglia di Zerbe si trasferì in Francia a causa del lavoro del padre; Karl aveva appena un anno, e in seguito frequentò la scuola elementare a Parigi. Nel 1914 la famiglia traslocò di nuovo a Francoforte sul Meno, dove rimase fino al 1920. In seguito Karl frequentò la Technische Hochschule Mittelhessen di Friedberg, dove studiò chimica. Tuttavia dal 1923 preferì dedicarsi allo studio della pittura presso la scuola d'arte Debschitz di Monaco di Baviera, dove fu allievo del pittore Josef Eberz. Tra il 1924 e il 1926 lavorò in varie città italiane, grazie al contributo della città di Monaco.
Nel 1931 Karl fondò, insieme ad altri artisti, un'associazione di pittori denominata 7 Münchner Maler, i 7 pittori di Monaco. I cofondatori erano Albert Burkart, Franz Doll, Günther Graßmann, Wilhelm Maxon, Otto Nückel e Walter Schulz-Matan; il gruppo espose per la prima volta presso la Lenbachhaus.
Numerose furono le esposizioni, sia personali che collettive, cui Zerbe partecipò nel corso della propria vita. L'artista divenne famoso soprattutto grazie al dipinto ad olio Herbstgarten (Giardino d'autunno, 1929), acquisito nel 1932 dall'Alte Nationalgalerie, ma in seguito considerato parte dell'Arte degenerata dal regime nazista e perciò confiscato e distrutto nel 1937.
Documenti attestano che almeno fino al 1936, e comunque fino al definitivo scioglimento per volere del Terzo Reich, quando il nazismo soffocò la libertà degli artisti, Zerbe fu membro della "Deutscher Künstlerbund e.V."), l'alleanza nazionale degli artisti tedeschi fondata nel 1903.
Nel 1934 lasciò la Germania per gli Stati Uniti d'America; soggiornò in Francia durante le stagioni estive del 1935 e del 1938, e si recò in Messico nel 1936 e nel 1937. Nel 1939 ottenne la cittadinanza statunitense. Nello stesso anno iniziò a praticare l'utilizzo dell'encausto. Dal 1937 al 1955 insegnò presso il Dipartimento delle Belle arti di Boston, di cui diresse la sezione di pittura. Dal 1955 fino all'anno della morte insegnò presso l'Università della Florida.
Zerbe venne incluso nel gruppo di pittori di Boston cui appartenevano Jack Levine e Hyman Bloom, e considerato membro chiave della scuola di pittura dell'Espressionismo astratto; attraverso l'insegnamento, Karl influenzò una generazione di artisti, come ad esempio David Aronson, Bernard Chaet, Reed Kay, Arthur Polonsky, Jack Kramer, Barbara Swan, Andrew Kooistra, e Lois Tarlow.

## L'arte di Zerbe
Nel 1941 H. W. Janson dedicò al pittore Karl Zerbe un breve saggio, nel quale rifletté sul problema dell'acculturazione che devono affrontare gli artisti emigrati. Le osservazioni di Janson, chiaramente ispirate alla propria esperienza personale, riguardavano in particolare i giovani emigrati negli Stati Uniti, che, malgrado la precarietà iniziale, in genere riuscivano ad ambientarsi meglio rispetto agli artisti più maturi e già conosciuti, i quali incontravano maggiori difficoltà di adattamento. I giovani infatti, il cui lavoro era ancora in una fase di evoluzione, erano in grado di ricevere stimoli e crescere più rapidamente all'interno del nuovo ambiente, sia socialmente che artisticamente, dal momento che le loro personalità non erano ancora del tutto modellate.

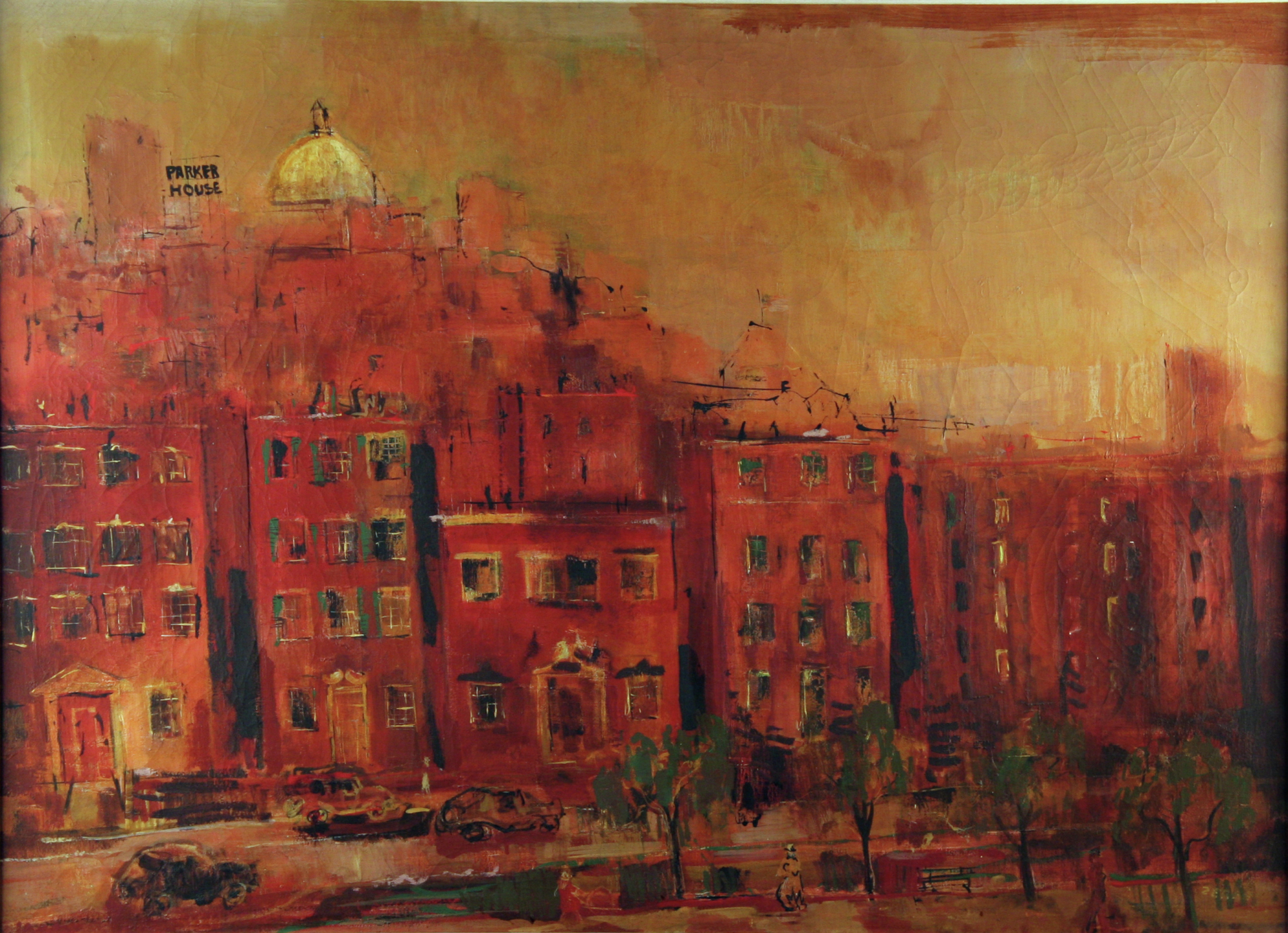
Beacon Hill

A Boston il rapporto sereno di Zerbe con il nuovo ambiente era testimoniato dal favore crescente con il quale le sue opere venivano accettate da musei e collezionisti privati. Gli incarichi prestigiosi, la cittadinanza e la moglie statunitensi costituivano segnali esteriori della crescita della personalità artistica di Zerbe. Eppure all'arrivo nel nuovo continente, all'età di 31 anni, il pittore era riconosciuto già da diversi anni quale uno dei più promettenti giovani artisti tedeschi. Le sue prime mostre, a Monaco e Berlino, avevano ricevuto immediata attenzione, e le sue opere erano state acquisite da alcuni dei più prestigiosi musei del Paese. Nel 1934, proprio mentre le stesse opere venivano rimosse dai musei con l'accusa di arte degenerata, il museo germanico presso l'Università di Harvard organizzò la sua prima mostra personale negli Stati Uniti. A quell'epoca i lavori di Zerbe, effettuati principalmente con il guazzo, ritraevano quasi esclusivamente paesaggi e fiori, e rivelavano la padronanza dell'artista nei confronti del colore. Le opere giovanili degli anni 1928-29 lo avvicinarono al movimento che negli anni venti promuoveva il ritorno alla natura e che portò alla Neue Sachlichkeit. Tali tendenze, tuttavia, non trovarono vera eco nelle opere di Zerbe, il cui stile apparteneva piuttosto alla tradizione paesaggistica dell'espressionismo da Van Gogh a Kokoschka.
Dai viaggi effettuati ricavò spunti per opere in cui rifletteva l'effetto dei Paesi visitati; in particolare le prime opere a guazzo eseguite in Messico fornirono un'interpretazione personale del Paese, ad esempio dell'esuberante vegetazione tropicale e delle violente piogge. In seguito il senso di responsabilità con il quale Zerbe svolse il proprio ruolo di docente, lo condusse anche alla ricerca di nuovi significati. Si rivolse quindi alle nature morte della tradizione classica francese da Chardin a Braque. Per perseguire le nuove finalità, Zerbe utilizzò la pittura a olio; le tele della fine degli anni trenta mostravano la simpatia dell'artista nei confronti dell'eredità cubista. Dal 1937 iniziò a sperimentare nuove tecniche, per le quali gli tornarono utili sia lo studio della chimica effettuato in gioventù, sia l'esperienza nel laboratorio del museo di Monaco in cui aveva approfondito la conoscenza dei maestri del passato, e utilizzò lacche industriali e tempera. Nel 1939 trovò infine la tecnica che più gli si addiceva, quella dell'encausto, che perfezionò fino ad ottenere gli effetti desiderati.

## Alcune opere
- Herbstgarten, olio su tela, 1929
- White Farmhouse, guazzo su carta, 1930
- Still-life, olio su tela, 1936
- The bull, lacca e tempera, 1937
- Street, Gentilly, guazzo, 1938
- After Braque: A Tribute, guazzo su carta, 1940
- Plaster of Paris, encausto, 1940
- The striped dress, encausto, 1940
- Back yards, encausto, 1940
- Central Square, Cambridge, encausto, 1944
- Fire Escape, tempera, 1952